# Дубровка (Мойкинское сельское поселение)
Дубро́вка — деревня в Батецком районе Новгородской области России. Входит в состав Мойкинского сельского поселения.

## География
Деревня находится в северо-западной части Новгородской области, в зоне хвойно-широколиственных лесов, при автодороге 49К-0124, на расстоянии примерно 31 километра (по прямой) к востоку-северо-востоку (ENE) от посёлка Батецкого, административного центра района. Абсолютная высота — 58 метров над уровнем моря.

### Часовой пояс
Деревня Дубровка, как и вся Новгородская область, находится в часовой зоне МСК (московское время). Смещение применяемого времени относительно UTC составляет +3:00.

## Население
| 2010 |
| ---- |
| 16   |

Половой состав
По данным Всероссийской переписи населения 2010 года в гендерной структуре населения мужчины составляли 56,3 %, женщины — соответственно 43,7 %.
Согласно результатам переписи 2002 года, в национальной структуре населения русские составляли 80 % из 10 чел.